# Halimeda goreauii
Espèce
Halimeda goreauii est une espèce d'algues vertes de la famille des Udoteaceae.
L'épithète spécifique est un hommage à Thomas F. Goreau, le biologiste qui avait récolté cette algue dans un récif corallien de la Jamaïque.